# طاهر الشخشير
طاهر الشخشير (1954- ) سياسي ووزير أردني سابق شغل منصب وزير البيئة في حكومة معروف البخيت من (9 فبراير 2011 - 24 أوكتوبر 2011) ومنصب وزير البيئة في حكومة عبدالله النسور من (21 أغسطس 2013- 1 يونيو 2016). شغل أيضا منصب رئيس نقابة الصيادلة الأردنية ورئيس الاتحاد العربي للصيادلة. وهو يحمل شهادة بكالوريوس صيدلة من القاهرة .  وكان عضوا في مجلس الأعيان السابع والعشرين.